# کریم ورهرام
کریم ورهرام (زاده ۱۲۸۸ خوی - درگذشته ۱۳۷۰ پاریس) فرمانده نظامی و سیاست‌مدار ایرانی بود، که در فاصله سالهای ۱۳۴۱ تا ۱۳۵۰ به‌عنوان استاندار فارس فعالیت می‌کرد و از ۱۳۵۶ تا ۱۳۵۷ استانداری آذربایجان غربی را برعهده داشت. وی در دوره چهارم مجلس سنا، از ۱۳۴۲ تا ۱۳۴۶ نماینده رضاییه (ارومیه) در مجلس بود. ورهرام همچنین از ۱۳۲۹ تا ۱۳۳۳ فرماندهی لشکر رضاییه را برعهده داشت.

## زندگی‌نامه
کریم ورهرام در سال ۱۲۸۸ در روستای بدل آباد از توابع شهرستان خوی در خانواده‌ای کشاورز به دنیا آمد. برادر وی حسن خان وزیری بود، که باغ معروف و بسیار بزرگی در جاده فیرورق داشت که بعد از انقلاب تبدیل به پادگان سپاه (حر) و هم‌اکنون بخش عمده ای از آن به پارک بزرگ فرورق تبدیل شده‌ است.

## تحصیلات و مشاغل
کریم ورهرام در سال ۱۳۰۶ وارد مدرسه نظام و پس از اخذ درجه افسری به پادگان مهاباد منتقل شد. ورهرام به علت ابراز لیاقت و توانمندی در سال ۱۳۲۳ با درجه سرهنگی و با ۱۷ سال خدمت زیر پرچم شاهنشاهی، ریس ستاد لشکر آذربایجان شد. در سال ۱۳۴۱ به دنبال اجرای قانون اصلاحات ارضی برخی زمین داران یاغی فارس از عشایر بختیاری، سر به شورش برداشته و از تقسیم اراضی خود امتناع می‌نمودند، شاه به علت آشنایی با روحیه خشک نظامی گری کریم ورهرام، او را مأمور به سرکوب این شورش‌ها و اجبار یاغیان به اطاعت از قانون در تقسیم اراضی خود با رعایا کرده و وی را با اختیارات تام به سمت استانداری فارس منصوب نمود. ورهرام توانست این شورش را پس از یک سال سرکوب و سردمداران آن را دادگاه نظامی و اعدام کند. او پس از این موفقیت محبوبیت و تقرب خاصی نزد شاه پیدا کرد و چندین مدال لیاقت به او اعطا شده و در چندین مورد در مجالس خصوصی در بار، از او تشکر و تقدیر از سوی خود شاه به عمل آمد. در سال ۱۳۴۲ سناتور انتخابی رضاییه در مجلس گردید.

## فرجام
سرانجام در سال ۱۳۵۷ به عنوان آخرین استاندار پهلوی در آذربایجان غربی از سوی ارتشبد اویسی گمارده شد. اما او پس از ۲ ماه کناره گیری و به فرانسه رفت. وی در سال ۱۳۷۰ در سن ۸۲ سالگی در شهر پاریس درگذشت.